# Centrolabrus
Genre
Centrolabrus est un genre de poissons marins appartenant à la famille des Labridae.

## Liste d'espèces
Selon World Register of Marine Species (24 févr. 2011), FishBase (24 févr. 2011) et ITIS (24 févr. 2011) :
- Centrolabrus caeruleus Azevedo, 1999
- Centrolabrus exoletus (Linnaeus, 1758)
- Centrolabrus trutta (Lowe, 1834)